# Chèvreville (Oise)
Chèvreville é uma comuna francesa na região administrativa de Altos da França, no departamento de Oise. Estende-se por uma área de 10,34 km². Em 2010 a comuna tinha 425 habitantes (densidade: 41,1 hab./km²).